# Lars Rudolph
Lars Rudolph (Wittmund, Frisia oriental, 18 de agosto de 1966) es un actor, músico y compositor alemán, conocido especialmente por su interpretación como protagonista en la película Armonías de Werckmeister, dirigida por Béla Tarr.

## Vida
En 1984 creó, con Willehad Grafhorst y Theo Leffers, una banda de Punk-Jazz llamada Kixx que tuvo una aparición internacional con Wigald Boning y Jim Meneses. Permaneció en la banda hasta 1994, participando activamente en otros proyectos musicales al mismo tiempo. Estudió música en la Universidad de Oldenburgo. Más tarde, asistió a varias clases de actuación y pronto recibió papeles en el cine y el teatro. En 1997 recibió el   Premio Max Ophüls como mejor joven actor, por su interpretación en Not a Love Song, película dirigida por Jan Ralske.

## Filmografía
| - 1995: Flirt - 1997: Edgar - 1997: Not a Love Song - 1997: Die totale Therapie - 1998: Go for gold - 1998: Die Siebtelbauern - 1998: Lola rennt - 1998: Fette Welt - 1998: Der Strand von Trouville - 1999: Fandango – Members Only - 1999: Der Krieger und die Kaiserin - 1999: Heller als der Mond - 1999/2000: Die Werckmeisterschen Harmonien (Filmfestspiele in Cannes 2000) - 2000: Planet B – The Antman - 2000: Sass - 2000: Die Unberührbare - 2001: K.af.ka fragment - 2002: Baby - 2002: Luther - 2002: Taxi für eine Leiche - 2002: 33 Times around the sun - 2004: Der WiXXer - 2004: Drei gegen Troja - 2004: Villa Henriette - 2004: Les Yeux Clairs - 2005: Urlaub vom Leben | - 2005: Toy - 2005: Der Elefant – Mord verjährt nie - 2005: Bis in den Tod - 2006: Mein Führer - 2007: Neues vom WiXXer - 2007: Warum Männer nicht zuhören und Frauen schlecht einparken - 2007: Auf der anderen Seite - 2008: Der Brief für den König (De Brief voor de Koning) - 2008: Nachtschicht – Ich habe Angst - 2009: Soul Kitchen - 2010: Wolfsfährte - 2010: Großstadtrevier - 2010: Ein Fall für zwei - 2010: SOKO Stuttgart - 2010: Nachtschicht – Ein Mord zuviel - 2010: Tatort: Königskinder - 2010: Tatort: Hauch des Todes - 2010: Tatort: Wie einst Lilly - 2011: Faust - 2012: Zwei für alle Fälle: Manche mögen Mord - 2012: Der Mann, der alles kann - 2012: Baron Münchhausen (TV-Zweiteiler) - 2013: Gold - 2013: Die Frau des Polizisten - 2014: Götz von Berlichingen (Fernsehfilm) - 2015: Er ist wieder da |

## Música

### Grupos
- 1984–1994 y 2004: KIXX: The Hidden Lover (ITM 1986)
- 1985–1992: Stan Red Fox;
- 1995–2005: Ich schwitze nie mit Nicholas Bussmann und Hanno Leichtmann
- 2007: Mariahilff

- Datos: Q1806325
- Multimedia: Lars Rudolph / Q1806325